# Émile Lombard
Émile Lombard   (Lieja, segle XIX) va ser un ciclista belga, que va córrer durant els primers anys del segle xx.
Va disputar el Tour de França de 1904. En finalitzar la segona etapa anava en quarta posició de la classificació general, però un seguit de desqualificacions, entre elles els tres primers de la general, van fer que Lombard liderés la classificació general durant una etapa. Va abandonar la cursa durant la tercera etapa.

## Palmarès
- 1902
  -  Campió de Bèlgica amateur

### Resultats al Tour de França
- 1904. Abandona (3a etapa).  Porta el mallot groc durant una etapa